# Otryby
Otryby je vesnice, část obce Soběšín v okrese Kutná Hora. Nachází se asi 1,5 kilometru východně od Soběšína. Otryby leží v katastrálním území Soběšín o výměře 7,24 km².

## Historie
První písemná zmínka o vesnici pochází z roku 1322.

## Obecní správa
V letech 1961–1992 k obci patřil Soběšín.

## Pamětihodnosti
- Kostel svatého Havla
- Tvrziště při čp. 16
- Hrádek Hradecká skála stojí jihovýchodně od vsi

## Osobnosti
- Alois Musil (30. června 1868, Rychtářov – 11. dubna 1944, Otryby) byl český kněz, teolog, orientalista a cestovatel. V Otrybech strávil na svém statku poslední roky života. [5]

## Galerie

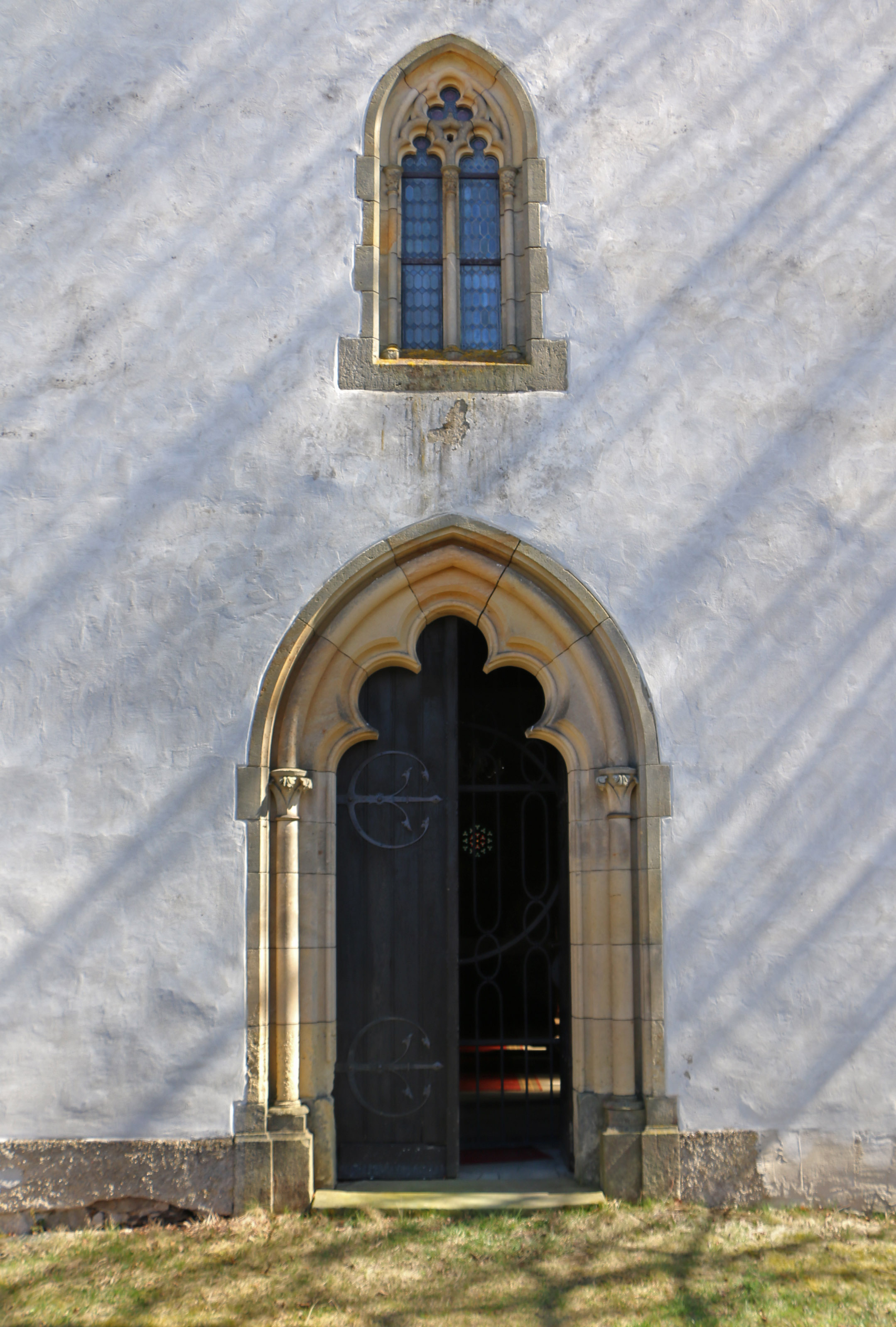
Vchod do kostela
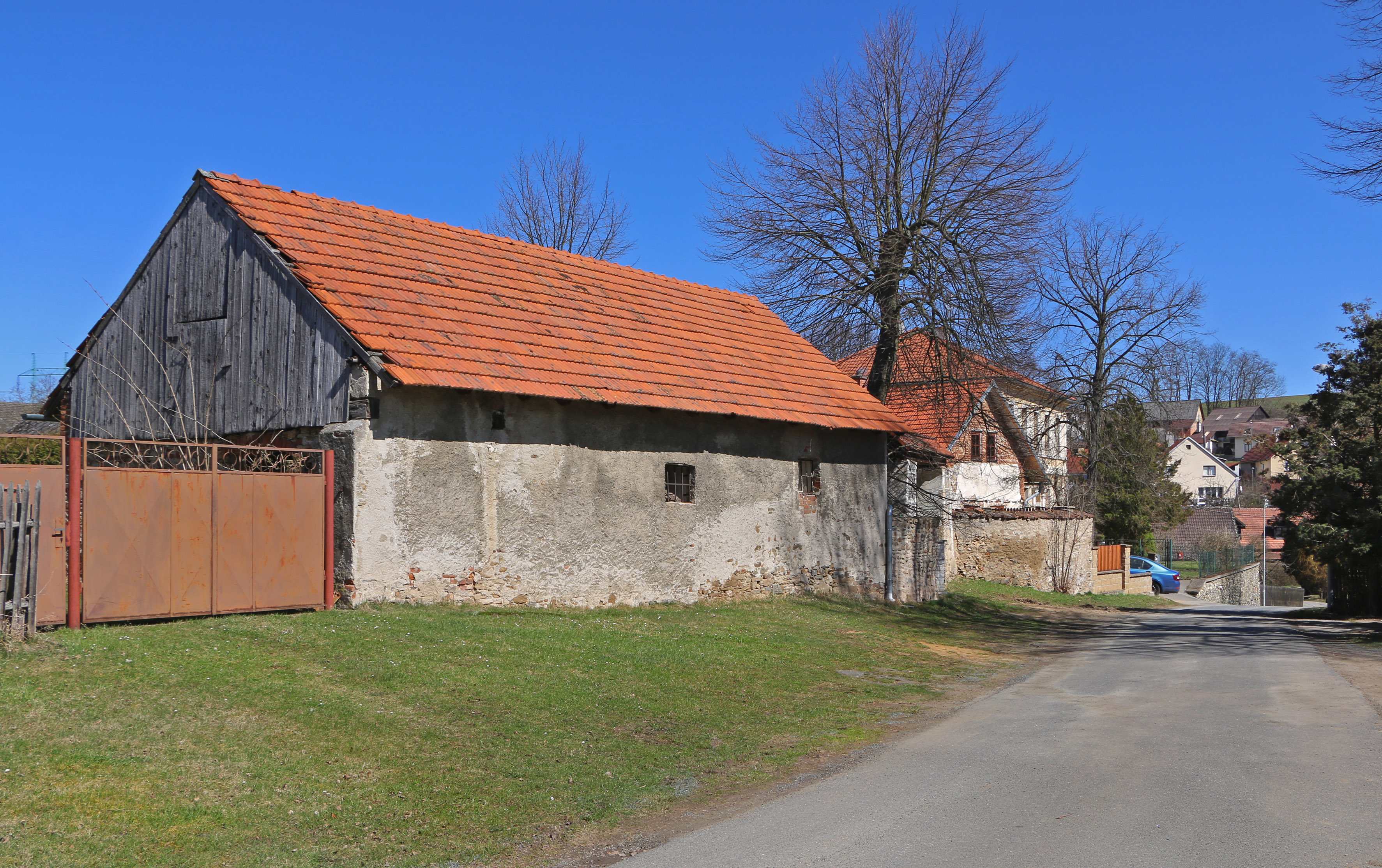
Stodola v centru vesnice
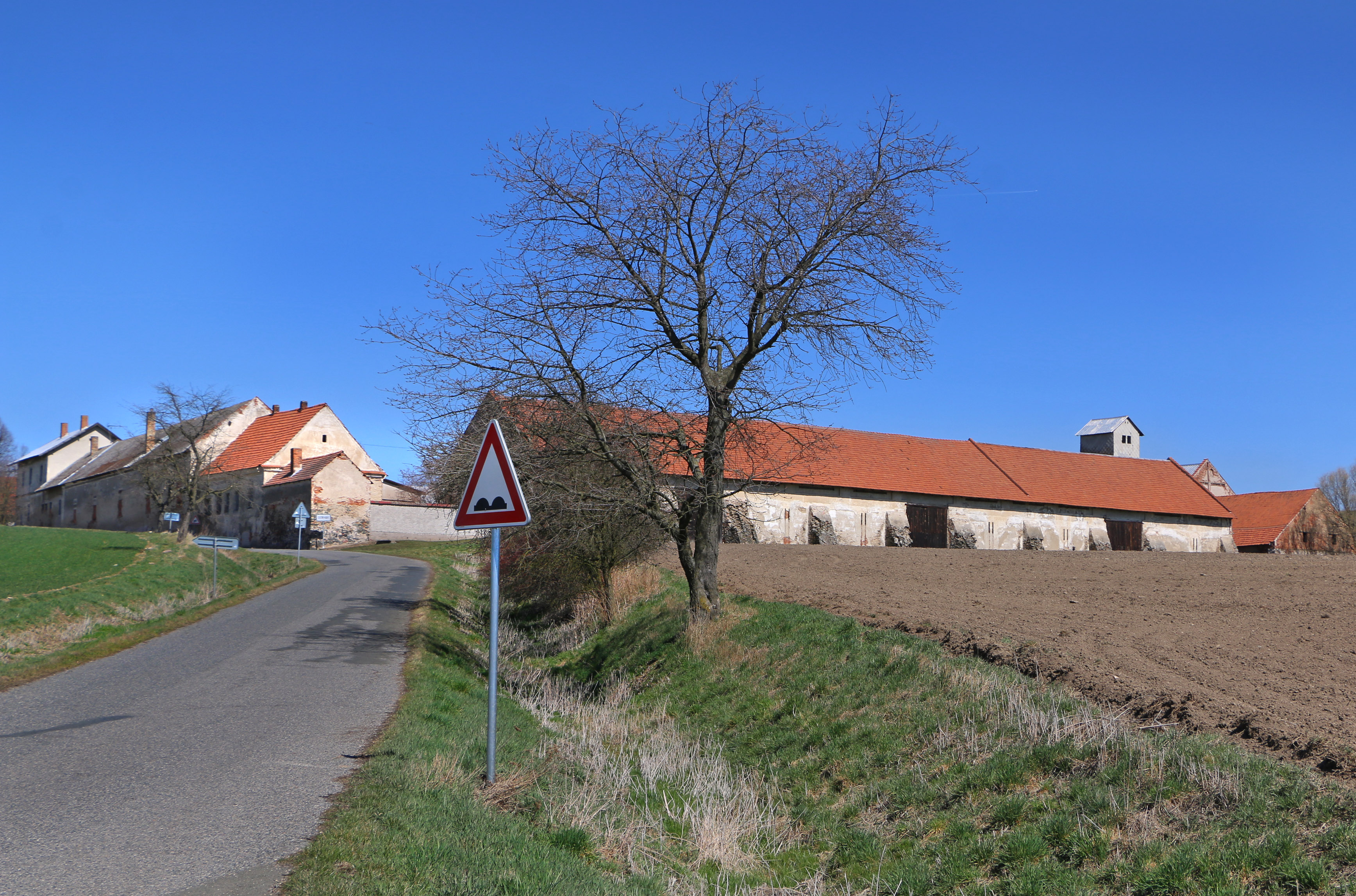
Dvůr, v němž se nacházejí zbytky tvrze